# Сегаль, Моше Цви
Моше Цви Сегаль (23 января 1904 — 25 сентября 1984) — раввин, любавический хасид, общественный деятель, активный участник и член руководства многих еврейских движений на Святой Земле.

## Биография
Родился 23 января 1904 (6 швата 5664 года по еврейскому летосчислению) в Полтаве (Украина) в семье Авраама-Мордехая (сына Менахема) ха-Леви и Гени-Леи (дочери Нохума) Минкиной (имя Моше-Цви, по всей видимости, семейное у Минкиных: им же был назван двоюродный брат раввина Сегаля по матери — раввин Моше-Цви Минкин-Нерия, главный идеолог движения Бней Акива).
Учился в иешиве Мир. C 1922 года, после того, как иешива Мир переместилась в Польшу, учился в отделениях иешивы «Томхей Тмимим», которая в ходе гражданской войны в России оказались разбросанными по разным городам созданного, тем временем, СССР.
Активно участвовал в направляемой шестым Любавическим Ребе, Ребе Ицхаком-Йосифом Шнеерсоном, деятельности любавических хасидов по укреплению духа российского еврейства. Параллельно, вёл активную полуподпольную и подпольную деятельность в рамках сионистской организации «Ховевей Цион».
В 1924 году с родителями отправился в Палестину. Работал каменотёсом. Учился в иешиве «Мерказ ха-Рав» и в педагогическом училище раввина Элиэзера-Меира Лифшица. Участвовал в сельскохозяйственных проектах в Галилее (в частности, в кибуце Кфар-Гилади).
Был членом первой ячейки движения «Бейтар» в Палестине. Учился в «Школе лидеров» этого движения. Во время визита в это учебное заведение основателя и главного идеолога движения, Зеэва Жаботинского, именно Сегалю было поручено выступить перед гостем с главным докладом. 15 августа 1929 года (9 ава 5689 года) он стал одним из организаторов и фактическим главой запрещённой британскими властями политической демонстрации в Иерусалиме. Со знаменем в руках он провел колонну демонстрантов от школы «Лемель» к Западной стене с остановкой на площади Цион, где произнес речь.
В том же году, во время беспорядков, приведших к жестоким столкновениям между арабским и еврейским населением, Сегаль участвовал в организации обороны Тель-Авива. На протяжении последующих двух лет занимался организацией эффективной еврейской самообороны в Галилее, а также популяризацией идеи поощрения «еврейского труда» и партийной деятельностью в рамках «Бейтара».
Провёл несколько дней под арестом за участие в демонстрации протеста во время визита в Палестину британского заместителя министра по делам колоний. Вскоре после этого, 21 сентября 1930 года (в Йом-Кипур 5691 года), в нарушение категорического запрета властей, протрубил в шофар у Западной стены по завершении молитвы. Был немедленно арестован и препровождён в полицейский участок. Освобождён только после личного вмешательства раввина Кука, который заявил, что не прервёт пост, пока Сегаль не будет освобождён.
Весной 1931 года вернулся в Иерусалим, где возглавил местное отделение «Бейтара». В том же году женился на дочери рава Шломо-Яакова Боровского, Рахели, и возглавил организацию охраны южных районов Иерусалима.
В 1932-37 годах занимался организацией боевых отрядов ревизионистов в Тель-Авиве. Организовал несколько некрупных «акций возмездия». В 1937 году вернулся в Иерусалим и основал организацию «Брит хашмонаим». В 1939 году подвергся аресту вместе с другими руководителями боевых групп ревизионистов.
В годы Второй мировой войны активно участвовал в организации деятельности сначала «Эцеля», а затем — «Лехи». Возглавил иерусалимское отделение «Лехи». Во время блокады Иерусалима в ходе Войны за независимость государства Израиль вошёл в совет обороны города.
В 1948-53 годах активно участвовал в деятельности религиозно-сионистского политического движения «Ха-поэль ха-мизрахи». В 1953 году присоединился к основателям поселения Кфар-Хабад. Занимался сельскохозяйственной деятельностью. Возглавил секретариат Кфар-Хабада. Стал одним из создателем молодёжного отделения «Объединения хасидов Хабада» (Цеирей агудат Хабад).
После Шестидневной войны Сегаль инициировал возобновление деятельности исторической хабадской синагоги Старого города — «Цемах Цедек». Возглавил совет жителей еврейского квартала Старого города, а также организацию «Аль хар ха-Шем», которая ставила своей целью возвращение Храмовой горы под еврейский контроль.
Скончался 25 сентября 1984 года (в Йом-Кипур 5746 года по еврейскому летосчислению). Похоронен на Масличной горе. Его именем названа площадь неподалёку от горы Сион.
У раввина Сегаля семеро детей. Всем им он дал оригинальные, собственного сочинения, имена: Ишавам, Узит, Алигаль, Цафрира, Ромема, Амишар, Ядон. Многие внуки раввина Сегаля также носят оригинальные имена, изобретенные их родителями.